# 博多かおる
博多 かおる（はかた かおる）は、日本のフランス文学者、ピアニスト、音楽学者。博士（文学）（東京大学）、文学博士（パリ第七大学）。現在、上智大学文学部フランス文学科教授。

## 来歴・人物
1992年、東京大学文学部仏語仏文専修課程卒業、1995年、同大学院人文科学研究科修士課程修了、1999年、同大学院人文社会系研究科欧米系文化研究専攻博士課程修了、2003年、パリ第七大学文学部大学院博士課程修了。専門は19世紀フランス文学、音楽文化論。他方、音楽家として活動を行い、カンヌ音楽院ピアノ科を一等で卒業後、ポルトガルのベルガイシュ芸術センターでマリア・ジョアン・ピリス（マリア・ジョアン・アレシャンドレ・バルボーサ・ピレシュ）に師事。国内外の演奏会に出演している。東京外国語大学准教授を経て、上智大学文学部教授。

## 翻訳
- F. プレモリ=ドルーレ『作家の家: 創作の現場を訪ねて』鹿島茂監訳、西村書店、2009年）
- 『ガンバラ：バルザック　芸術／狂気小説選集2』（担当『ガンバラ』、水声社、2010年）
- ギヨーム・デュプラ『地球のかたちを哲学する』（西村書店、2010年）
- ジェラール・ジュファン 文, クリスティーヌ・バスタン, ジャック・エヴラール写真『音楽家の家 :名曲が生まれた場所を訪ねて』（西村書店、2012年）
- バルザック『偽りの愛人』（担当『捨てられた女』、水声社、 2015年）
- 「ゴリオ爺さん」『バルザック』（野崎歓編、集英社、2015年）
- パスカル・キニャール『約束のない絆』（水声社、2016年）[1]
- ジル・カンタグレル『モーツァルトの人生　天才の自筆楽譜と手紙』（西村書店、2017年）
- パスカル・キニャール『涙』（水声社、2018年
- キニャール『音楽の憎しみ』水声社、2019
- ヴィルジニー・デパント『ウィズ・ザ・ライツ・アウト: ヴェルノン・クロニクル1』早川書房、2020
- ヴィルジニー・デパント『ウィズ・ザ・ライツ・アウト: ヴェルノン・クロニクル2』早川書房、2021